# Pseudo-Zacharie le Rhéteur
Pseudo-Zacharie le Rhéteur est le nom donné à l'auteur anonyme d'une compilation historique en syriaque comprenant douze livres. Le livre I et le ch. 1 du livre II consistent en une série de récits bibliques ou hagiographiques, le reste (du ch. 2 du livre II à la fin) en une histoire ecclésiastique suivie allant de l'année 449 à l'année 569 (limites données explicitement en I, 1). Le texte a été transmis seulement par le manuscrit Londres, Brit. Libr. Add. 17202 (le livre XI manque et les livres X et XII sont fragmentaires). Il a pour titre Volume de comptes-rendus d'événements qui se sont produits dans le monde et ne porte pas de nom d'auteur.

## Attribution
L'attribution à Zacharie le Rhéteur, évêque de Mytilène, est traditionnelle. Elle est attestée, à l'occasion de citations, chez Dionysius Bar Salibi (qui parle par erreur de Zacharie, « évêque de Mélitène »), chez Michel le Syrien et chez Bar-Hebraeus. En fait, comme il est précisé à l'intérieur même de l'ouvrage (appendices aux livres II et VI), seuls les livres III à VI proviennent de « la Chronique de Zacharie, un rhéteur » ; le livre III commence d'ailleurs par la préface de cette chronique, composée dans les premières années du VIe siècle à l'intention d'un haut fonctionnaire de la cour impériale qui s'appelait Eupraxios. Mis à part trois courts sommaires chronologiques, cette partie de la compilation, très homogène, semble presque exclusivement constituée par une traduction syriaque de l'original grec perdu,. Toutefois ladite traduction est sûrement incomplète. En effet Évagre le Scholastique, qui a utilisé lui aussi l'Histoire ecclésiastique de Zacharie, se réfère à des passages de l'œuvre qui ne se retrouvent pas ici (II, 10 ; III, 18).

## Plan
Voici le plan de l'ensemble :
- Ier livre : plan général (prouvant le travail de composition d'un seul auteur) ; discussion sur la chronologie de la Genèse ; histoire de Joseph et Asnath ; traduction des Actes du pape Sylvestre ; découverte des reliques d'Étienne, Gamaliel et Nicodème par le presbytre Lucien ; brève évocation de deux écrivains religieux syriens ;
- IIe livre : légende des Sept Dormants d'Éphèse (ch. 1) ; hérésie d'Eutychès et Deuxième concile d'Éphèse (449) ; traduction d'une longue lettre de Proclus de Constantinople aux Arméniens ;
- du IIIe au VIe livres : traduction tronquée de l'Histoire ecclésiastique de Zacharie le Rhéteur (allant de 451, concile de Chalcédoine, à 491, mort de Zénon) ;
- VIIe livre : règne de l'empereur Anastase (491-518) ;
- VIIIe livre : règne de Justin Ier (518-527) ;
- du IXe au XIIe livres : règne de Justinien (527-565) et début de celui de Justin II (565-569).

L'ouvrage n'est donc pas antérieur à 569. On ignore tout de l'auteur, sinon qu'il devait vivre en Mésopotamie, à Amida (ville désignée par l'adverbe « ici » en XII, 5) et être monophysite.

## Éditions
- E. W. Brooks (éd.), Historia ecclesiastica Zachariae Rhetori vulgo adscripta, CSCO 83-88, Script. Syri 38-42, 1919 et 1924.

## Étude
- M.-A. Krugener, « La compilation historique de Pseudo-Zacharie le Rhéteur », dans Revue de l'Orient chrétien, 1900, p. 201-214 et 461-480.